# Pedroso (Vila Nova de Gaia)
Pedroso is een plaats (freguesia) in de Portugese gemeente Vila Nova de Gaia en telt 18.449 inwoners (2001).